# Ferenc Puskás-stadion
Ferenc Puskás-stadion i Budapest, Ungern var hemmaarena för Ungerns herrlandslag i fotboll. I samband med Ferenc Puskás 75-årsdag 2002 döptes nationalarenan i Budapest Népstadion om till Ferenc Puskás-stadion.
Den revs 2016. En ny arena, Puskás Aréna, invigdes 2019 på samma plats.

## Evenemang
- Europamästerskapen i friidrott: 1966, 1998
- Queen, The Magic Tour, 27 juli 1986.

### Fotnoter
1. ↑  http://www.uefa.com/MultimediaFiles/Download/FirstDiv/uefaorg/Publications/01/67/03/93/1670393_DOWNLOAD.pdf
2. ↑  (ungerska) A Puskás Ferenc-stadion
3. ↑  ”Video zu den Arbeiten am Puskás Ferenc Stadion”. Stadionwelt. Arkiverad från originalet den 31 januari 2018. https://web.archive.org/web/20180131084057/https://www.stadionwelt.de/sw_stadien/index.php?head=Video-zu-den-Arbeiten-am-Puskas-Ferenc-Stadion&folder=sites&site=news_detail&news_id=14127. Läst 10 juli 2017.